# Miro des Salomon
Petroica polymorpha
Espèce
Statut de conservation UICN

 DD  : Données insuffisantes
Le Miro des Salomon (Petroica polymorpha) est une espèce de passereaux de la famille des Petroicidae.

## Répartition et sous-espèces
Il est endémique de l'archipel des Salomon.
Selon la classification de référence du Congrès ornithologique international (15.1, 2025) il se répartit en quatre sous-espèces :
- P. p. septentrionalis Mayr, 1934 — Bougainville ;
- P. p. kulambangrae Mayr, 1934 — Kolombangara ;
- P. p. dennisi Cain (d) & Galbraith (d), 1955 — Guadalcanal ;
- P. p. polymorpha Mayr, 1934 — Makira.

## Systématique
Le nom valide complet (avec auteur) de ce taxon est Petroica polymorpha Mayr, 1934.